# Witbuiktodietiran
De witbuiktodietiran (Hemitriccus margaritaceiventer) is een zangvogel uit de familie Tyrannidae (tirannen).

## Verspreiding en leefgebied
Deze soort komt wijdverspreid voor in Zuid-Amerika en telt negen ondersoorten:
- H. m. impiger: noordoostelijk Colombia en noordelijk Venezuela.
- H. m. septentrionalis: Magdalenavallei (Colombia).
- H. m. chiribiquetensis: Sierra de Chiribiquete  (zuidelijk Colombia).
- H. m. duidae: de tepuis van zuidelijk Venezuela.
- H. m. auyantepui: zuidoostelijk Venezuela.
- H. m. breweri: zuidelijk-centraal Venezuela.
- H. m. rufipes: van centraal Peru tot noordwestelijk Bolivia.
- H. m. margaritaceiventer: van oostelijk Bolivia tot centraal en zuidelijk Brazilië, Paraguay en noordoostelijk Argentinië.
- H. m. wuchereri: oostelijk Brazilië.

## Status
De grootte van de populatie is niet gekwantificeerd maar de soort wordt omschreven als algemeen. Op de Rode lijst van de IUCN heeft deze soort de status niet bedreigd.